# Red Bull MotoGP Rookies Cup 2014
Der Red Bull MotoGP Rookies Cup 2014 war der achte in der Geschichte des FIM-Red Bull MotoGP Rookies Cups.
Es wurden 14 Rennen bei acht Veranstaltungen ausgetragen.

## Punkteverteilung
Meister wurde derjenige Fahrer, der bis zum Saisonende die meisten Punkte in der Meisterschaft gesammelt hatte. Bei der Punkteverteilung wurden die Platzierungen im Gesamtergebnis des jeweiligen Rennens berücksichtigt. Die 15 erstplatzierten Fahrer jedes Rennens erhielten Punkte nach folgendem Schema:
Weltmeister wird derjenige Fahrer beziehungsweise der Hersteller, der bis zum Saisonende die meisten Punkte in der Weltmeisterschaft angesammelt hat. Bei der Punkteverteilung werden die Platzierungen im Gesamtergebnis des jeweiligen Rennens berücksichtigt. Die fünfzehn erstplatzierten Fahrer jedes Rennens erhalten Punkte nach folgendem Schema:
| Punkteverteilung | Punkteverteilung | Punkteverteilung | Punkteverteilung | Punkteverteilung | Punkteverteilung | Punkteverteilung | Punkteverteilung | Punkteverteilung | Punkteverteilung | Punkteverteilung | Punkteverteilung | Punkteverteilung | Punkteverteilung | Punkteverteilung | Punkteverteilung |
| ---------------- | ---------------- | ---------------- | ---------------- | ---------------- | ---------------- | ---------------- | ---------------- | ---------------- | ---------------- | ---------------- | ---------------- | ---------------- | ---------------- | ---------------- | ---------------- |
| Platz            | 1                | 2                | 3                | 4                | 5                | 6                | 7                | 8                | 9                | 10               | 11               | 12               | 13               | 14               | 15               |
| Punkte           | 25               | 20               | 16               | 13               | 11               | 10               | 9                | 8                | 7                | 6                | 5                | 4                | 3                | 2                | 1                |

In die Wertung kamen alle erzielten Resultate.

## Rennkalender
|   | Lauf | Datum         | Lauf           | Strecke                                                      | Streckenlayout |
| - | ---- | ------------- | -------------- | ------------------------------------------------------------ | -------------- |
| 1 | 1    | 3. Mai        | Spanien        | Circuito de Jerez (Jerez de la Frontera)                     |                |
| 1 | 2    | 4. Mai        | Spanien        | Circuito de Jerez (Jerez de la Frontera)                     |                |
| 2 | –    | 31. Mai       | Italien        | Autodromo Internazionale del Mugello (Scarperia e San Piero) |                |
| 3 | 1    | 27. Juni      | Niederlande    | TT Circuit Assen (Assen)                                     |                |
| 3 | 2    | 28. Juni      | Niederlande    | TT Circuit Assen (Assen)                                     |                |
| 4 | 1    | 12. Juli      | Deutschland    | Sachsenring (Hohenstein-Ernstthal)                           |                |
| 4 | 2    | 13. Juli      | Deutschland    | Sachsenring (Hohenstein-Ernstthal)                           |                |
| 5 | 1    | 16. August    | Tschechien     | Automotodrom Brno (Brünn)                                    |                |
| 5 | 2    | 17. August    | Tschechien     | Automotodrom Brno (Brünn)                                    |                |
| 6 | 1    | 30. August    | Großbritannien | Silverstone Circuit (Silverstone)                            |                |
| 6 | 2    | 31. August    | Großbritannien | Silverstone Circuit (Silverstone)                            |                |
| 7 | –    | 13. September | San Marino     | Misano World Circuit Marco Simoncelli (Misano Adriatico)     |                |
| 8 | 1    | 27. September | Aragonien      | Motorland Aragón (Alcañiz)                                   |                |
| 8 | 2    | 28. September | Aragonien      | Motorland Aragón (Alcañiz)                                   |                |

## Rennergebnisse
|   | Lauf | Datum  | Rennen         | Strecke     | Platz 1             | Platz 2               | Platz 3               | Pole-Position   | Schn. Rennrunde | Gesamtführender Fahrer |
| - | ---- | ------ | -------------- | ----------- | ------------------- | --------------------- | --------------------- | --------------- | --------------- | ---------------------- |
| 1 | 1    | 03.05. | Spanien        | Jerez       | Soushi Mihara       | Jorge Martín          | Manuel Pagliani       | Manuel Pagliani | Darryn Binder   | Soushi Mihara          |
| 1 | 2    | 04.05. | Spanien        | Jerez       | Joan Mir            | Manuel Pagliani       | Jorge Martín          | Manuel Pagliani | Joan Mir        | Joan Mir               |
| 2 | –    | 31.05. | Italien        | Mugello     | Jorge Martín        | Manuel Pagliani       | Stefano Manzi         | Jorge Martín    | Stefano Manzi   | Jorge Martín           |
| 3 | 1    | 27.06. | Niederlande    | Assen       | Soushi Mihara       | Jorge Martín          | Bradley Ray           | Bo Bendsneyder  | Bo Bendsneyder  | Jorge Martín           |
| 3 | 2    | 28.06. | Niederlande    | Assen       | Bo Bendsneyder      | Jorge Martín          | Stefano Manzi         | Bo Bendsneyder  | Manuel Pagliani | Jorge Martín           |
| 4 | 1    | 12.07. | Deutschland    | Sachsenring | Toprak Razgatlıoğlu | Joan Mir              | Stefano Manzi         | Olly Simpson    | Manuel Pagliani | Jorge Martín           |
| 4 | 2    | 13.07. | Deutschland    | Sachsenring | Jorge Martín        | Bradley Ray           | Toprak Razgatlıoğlu   | Olly Simpson    | Jorge Martín    | Jorge Martín           |
| 5 | 1    | 16.08. | Tschechien     | Brünn       | Jorge Martín        | Manuel Pagliani       | Stefano Manzi         | Manuel Pagliani | Jorge Martín    | Jorge Martín           |
| 5 | 2    | 17.08. | Tschechien     | Brünn       | Joan Mir            | Fabio Di Giannantonio | Stefano Manzi         | Manuel Pagliani | Marc García     | Jorge Martín           |
| 6 | 1    | 30.08. | Großbritannien | Silverstone | Jorge Martín        | Joan Mir              | Stefano Manzi         | Jorge Martín    | Manuel Pagliani | Jorge Martín           |
| 6 | 2    | 31.08. | Großbritannien | Silverstone | Jorge Martín        | Stefano Manzi         | Bo Bendsneyder        | Jorge Martín    | Jorge Martín    | Jorge Martín           |
| 7 | –    | 13.09. | San Marino     | Misano      | Stefano Manzi       | Manuel Pagliani       | Joan Mir              | Jorge Martín    | Manuel Pagliani | Jorge Martín           |
| 8 | 1    | 27.09. | Aragonien      | Aragón      | Joan Mir            | Stefano Manzi         | Fabio Di Giannantonio | Jorge Martín    | Bradley Ray     | Jorge Martín           |
| 8 | 2    | 28.09. | Aragonien      | Aragón      | Jorge Martín        | Marc García           | Bradley Ray           | Jorge Martín    | Jorge Martín    | Jorge Martín           |

## Fahrerwertung
| Pos. | Fahrer                | Spanien | Spanien | Italien | Niederlande | Niederlande | Deutschland | Deutschland | Tschechien | Tschechien | Vereinigtes Konigreich | Vereinigtes Konigreich | San Marino | Aragonien | Aragonien | Gesamt |
| Pos. | Fahrer                | L1      | L2      | Italien | L1          | L2          | L1          | L2          | L1         | L2         | L1                     | L2                     | San Marino | L1        | L2        | Gesamt |
| ---- | --------------------- | ------- | ------- | ------- | ----------- | ----------- | ----------- | ----------- | ---------- | ---------- | ---------------------- | ---------------------- | ---------- | --------- | --------- | ------ |
| 1    | Jorge Martín          | 2       | 3       | 1       | 2           | 2           | 12          | 1           | 1          | NC         | 1                      | 1                      | 5          | 4         | 1         | 254    |
| 2    | Joan Mir              | 4       | 1       | NC      | 5           | 9           | 2           | 4           | 5          | 1          | 2                      | 5                      | 3          | 1         | NC        | 197    |
| 3    | Stefano Manzi         | 5       | 4       | 3       | NC          | 3           | 3           | NC          | 3          | 3          | 3                      | 2                      | 1          | 2         | 8         | 193    |
| 4    | Bradley Ray           | 9       | 11      | NC      | 3           | 6           | 6           | 2           | 4          | 4          | 5                      | 4                      | 7          | 7         | 3         | 152    |
| 5    | Manuel Pagliani       | 3       | 2       | 2       | NC          | 7           | NC          | NC          | 2          | NC         | 4                      | 8                      | 2          | 8         | NC        | 134    |
| 6    | Toprak Razgatlıoğlu   | 11      | 8       | 5       | 12          | 10          | 1           | 3           | 16         | 9          | 9                      | NC                     | 4          | 6         | 5         | 123    |
| 7    | Soushi Mihara         | 1       | 9       | 6       | 1           | 5           | 4           | NC          | 7          | 13         | 16                     | 9                      | 13         | 15        | 10        | 120    |
| 8    | Fabio Di Giannantonio | 14      | 14      | 7       | 9           | 8           | 8           | 5           | 8          | 2          | 8                      | 6                      | 6          | 3         | 16        | 119    |
| 9    | Bo Bendsneyder        | 8       | 6       | 12      | 4           | 1           |             |             | 13         | NC         | 6                      | 3                      | 8          | 5         | 7         | 117    |
| 10   | Marc García           | 13      | 16      | 11      | 8           | 16          | 9           | 7           | 6          | 5          | 11                     | 15                     | 12         | 11        | 2         | 88     |
| 11   | Olly Simpson          | 10      | 10      | 4       | NC          | 4           | NC          | NC          | 9          | 11         | NC                     | 7                      | 15         | 9         | NC        | 67     |
| 12   | Óscar Gutiérrez       | NC      | 7       | 15      | 7           | 14          | 5           | NC          | 14         | 10         | 7                      | NC                     | 9          | 10        | NC        | 62     |
| 13   | Darryn Binder         | 6       | 5       | NC      | 10          | 11          | NC          | 13          | 18         | NC         | 10                     | 12                     |            | 13        | 9         | 55     |
| 14   | Aris Michail          | NC      | 17      | 9       | NC          | NC          | 7           | 6           | 19         | 7          | 17                     | 10                     | 18         | 17        | 6         | 51     |
| 15   | Enzo Boulom           | 16      | 15      | 14      | NC          | 19          | 13          | 14          | 10         | 6          | 15                     | NC                     | 10         | 14        | 11        | 38     |
| 16   | Bruno Ieraci          | 12      | 12      | 8       | NC          | 15          | 11          | 11          | 23         | 14         | NC                     | NC                     | 11         | 21        | 13        | 37     |
| 17   | Jaume Masiá           | 7       | 13      | NC      | NC          | 12          | NC          | 8           | 11         | 8          |                        |                        |            |           |           | 37     |
| 18   | Corentin Perolari     |         |         | 10      | 6           | NC          |             |             | 12         | 16         | 12                     | NC                     | 16         | 18        | 4         | 37     |
| 19   | Robert Schotman       | 15      | 18      | 17      | NC          | 13          | 14          | 10          | 15         | 15         | 13                     | 11                     | 14         | 12        | NC        | 28     |
| 20   | Simon Danilo          | 17      | 21      | NC      | 11          | 18          | 10          | 9           | 20         | 17         | 14                     | 14                     | 19         | 19        | 12        | 26     |
| 21   | Martin Gbelec         | NC      | 19      | 13      | 13          | 17          | NC          | 12          | 17         | 12         | 19                     | 13                     | 17         | 16        | 15        | 18     |
| 22   | Lyvann Luchel         | 20      | 22      | 18      | 15          | 20          | 15          | 15          | 24         | 20         | 18                     | 16                     | 21         | 20        | 14        | 5      |
| 23   | Hanro van Rooyen      | 19      | NC      | 16      | 14          | NC          | NC          | 16          | 21         | 19         |                        |                        |            | 23        | NC        | 2      |
| 24   | Makar Jurtschenko     | 18      | 20      |         |             |             |             |             | 22         | 18         |                        |                        | 20         | 22        | NC        | 0      |

| Farbe         | Bedeutung                               |
| ------------- | --------------------------------------- |
| Gold          | Sieger                                  |
| Silber        | 2. Platz                                |
| Bronze        | 3. Platz                                |
| Grün          | Platzierung in den Punkten              |
| Blau          | Klassifiziert außerhalb der Punkteränge |
| Violett       | Rennen nicht beendet (DNF)              |
| Violett       | nicht klassifiziert (NC)                |
| Rot           | nicht qualifiziert (DNQ)                |
| Schwarz       | disqualifiziert (DSQ)                   |
| Weiß          | nicht am Start (DNS)                    |
| Weiß          | zurückgezogen (WD)                      |
| Weiß          | Rennen abgesagt (C)                     |
| ohne Farbe    | nicht am Training teilgenommen (DNP)    |
| ohne Farbe    | verletzt oder krank (INJ)               |
| ohne Farbe    | ausgeschlossen (EX)                     |
| ohne Farbe    | nicht erschienen (DNA)                  |
| fett          | Pole-Position                           |
| kursiv        | Schnellste Rennrunde                    |
| unterstrichen | WM-Führung                              |
| hochgestellt  | Platzierung im Sprintrennen             |